# Чалых, Михаил Викторович
Михаи́л Ви́кторович Ча́лых (20 ноября 1983, Волгоград) — профессиональный российский кикбоксер, выступающий в тяжелой весовой категории. Заслуженный мастер спорта России по кикбоксингу. Чемпион мира по кикбоксингу (2006), чемпион Европы по кикбоксингу (2004), трёхкратный чемпион России по кикбоксингу (в 2004, 2005 и 2007 годах).

## Спортивная карьера

### Титулы и достижения
- Профессиональный спорт
  - 2007 Чемпион России в разделе лоу-кик в категории до 75 кг[2]
  - 2006 Чемпион мира по версии WBKF в категории до 76 кг[3]
  - 2005 Чемпион России в разделе лоу-кик в категории до 75 кг[4]
  - 2004 Чемпион Европы по версии WBKF в категории до 76 кг[5]
  - 2004 Чемпион России в разделе лоу-кик в категории до 75 кг
- Любительский спорт
  - 2011 Чемпион России в категории до 81 кг[6]
  - 2007 Чемпион России в категории до 75 кг
  - 2006 Чемпион России в категории до 75 кг
  - 2006 Финалист чемпионата Европы в категории до 75 кг
  - 2005 Чемпион мира по версии WAKO в категории до 75 кг
  - 2005 Финалист чемпионата России в категории до 75 кг
  - 2004 Чемпион Европы по версии WAKO в категории до 81 кг
  - 2004 Финалист чемпионата России в категории до 81 кг
  - 2002 Победитель первенства России в категории до 75 кг
  - 2002 Победитель первенства мира в категории до 75 кг

## Статистика выступлений

##### Профессиональные поединки
| Дата       | Результат | Соперник            | Событие                  | Место       | Метод                |
| ---------- | --------- | ------------------- | ------------------------ | ----------- | -------------------- |
| 04.08.2017 | Победа    | Филипп Верлинден    | Fight Night Saint-Tropez | Сен-Тропе   | Единогласное решение |
| 03.04.2015 | Поражение | Самир Бухидус       | GLORY 20                 | Дубай       | Технический нокаут   |
| 05.07.2007 | Победа    | Дроженко Нинич      | Rame uz rame             | Будва       | Решение судей        |
| 21.02.2007 | Победа    | Камиль Юсупов       | Арбат                    | Москва      | Технический нокаут   |
| 20.12.2006 | Победа    | Владимир Тюрин      | Арбат                    | Москва      | Решение судей        |
| 20.12.2006 | Победа    | Артур Кишенко       | Арбат                    | Москва      | Решение судей        |
| 24.10.2006 | Победа    | Артём Левин         | Fighting the world       | Новосибирск | Единогласное решение |
| 07.06.2006 | Победа    | Евгений Митюгин     | Арбат                    | Москва      | Технический нокаут   |
| 07.12.2005 | Победа    | Ислам Цомаев        | Арбат                    | Москва      | Решение судей        |
| 04.05.2005 | Победа    | Дмитрий Кирпань     | Арбат                    | Москва      | Нокаут               |
| 23.03.2005 | Победа    | Александр Свитин    | Арбат                    | Москва      | Единогласное решение |
| 08.12.2004 | Победа    | Сильвио Дануа       | Арбат                    | Москва      | Нокаут               |
| 17.11.2004 | Победа    | Канатбек Сыдыгалиев | Арбат                    | Москва      | Единогласное решение |
| 06.10.2004 | Победа    | Денис Грачёв        | Арбат                    | Москва      | Решение судей        |
| 25.08.2004 | Победа    | Ислам Цомаев        | Арбат                    | Москва      | Единогласное решение |
| 14.07.2004 | Победа    | Або Катамашвили     | Арбат                    | Москва      | Технический нокаут   |
| 04.05.2004 | Поражение | Дмитрий Шакута      | Кубок «Кристалла»        | Москва      | Решение судей        |
| 04.05.2004 | Победа    | Алексей Харкевич    | Кубок «Кристалла»        | Москва      | Решение судей        |
| 16.03.2004 | Победа    | Ислам Цомаев        | Кубок «Кристалла»        | Москва      | Единогласное решение |
| 16.03.2004 | Победа    | Армен Азизян        | Кубок «Кристалла»        | Москва      | Единогласное решение |